# Théodore le Stratilate
Pour les articles homonymes, voir Saint Théodore.
Théodore le Stratilate ou plutôt, si l'on transcrit le êta à la manière classique, Théodore le Stratélate (Θεόδωρος ὁ Στρατηλάτης), né à Euchaita vers 281 et mort le 8 février 319 à Héraclée du Pont, est un saint chrétien vénéré comme mégalomartyr. Il n'est toutefois mentionné par aucun document antérieur au IXe siècle, et le premier auteur daté avec certitude qui parle de lui est Nicétas le Paphlagonien alias Nicétas David (né vers 885), dans sa Laudatio BHG 1753.

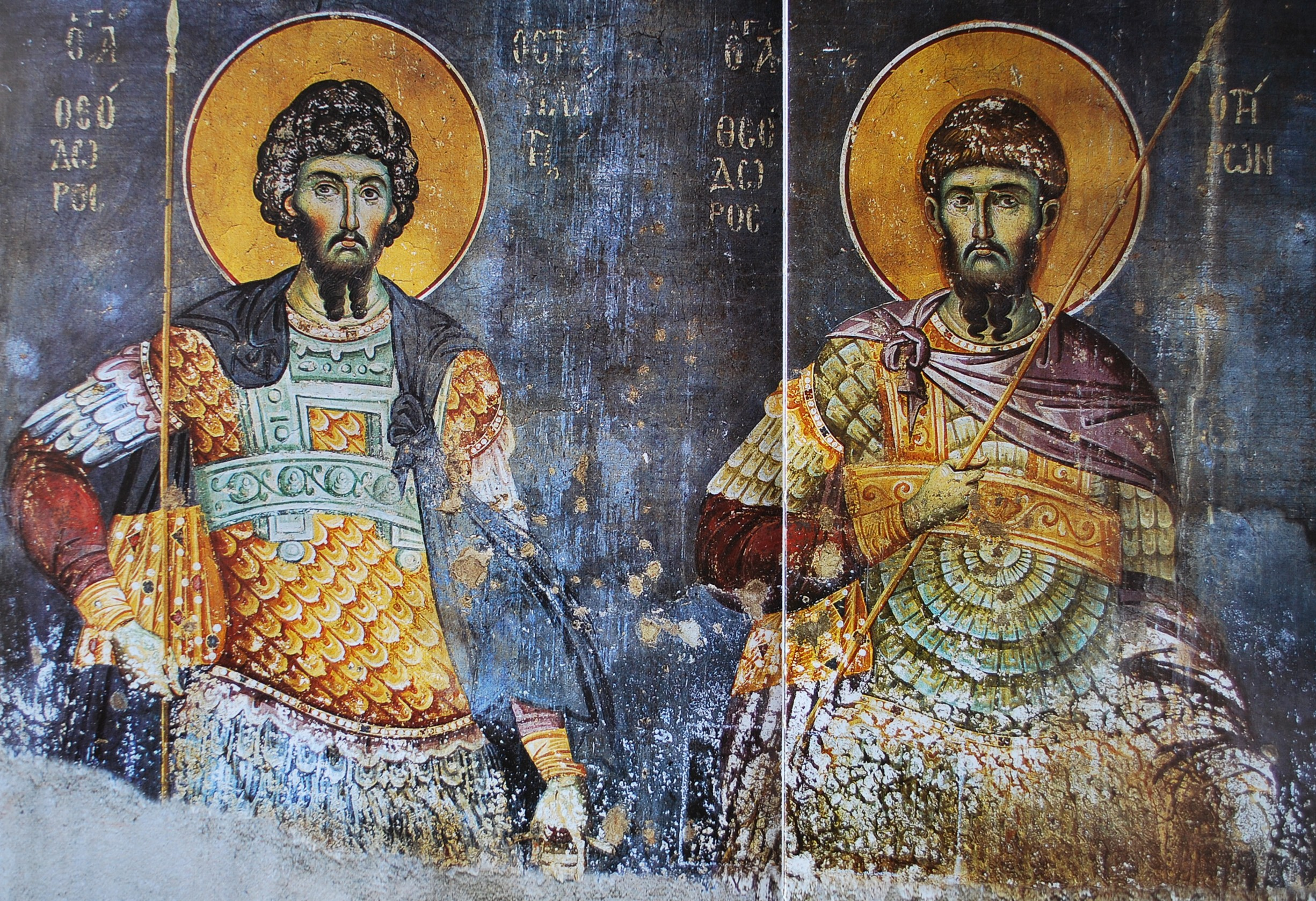
Théodore le Stratélate et Théodore Tiron, fresque de Manuel Pansélinos, mont Athos (XIIIe siècle-XIVe siècle).

Sa mémoire est honorée dans l'Église orthodoxe le 8 février et le 8 juin (calendrier julien), ainsi que le 7 février dans l'Église catholique mais sans liturgie particulière pour l'Église occidentale. Il est vénéré par les chrétiens comme un saint patron de l'armée. 
Il est parfois représenté avec Théodore Tiron ou « le Conscrit » (fêté le 17 février), également saint et martyr. 
Un débat plus que centenaire divise les spécialistes (hagiologues et historiens des religions) :
Théodore le Stratélate (héros de la légende BHG 1750, du IXe siècle) n'est il qu'un doublet de Théodore « Tiron » alias le Conscrit (attesté dès le IVe siècle), ou doit-il en être distingué ? Le premier Théodore était une nouvelle recrue (tiro en latin) alors que l'autre aurait été un général (stratélate) et, dès l'origine, un tueur de dragon ou « dracontoctone » (propriété qui n'est attribuée à Théodore le Conscrit qu'à partir de sa légende tardive BHG 1761-1762). Selon Delehaye et plusieurs spécialistes ultérieurs dont Walter, les deux saints ne sont en réalité qu'une seule et même personne ; nous serions en présence d'un dédoublement légendaire, phénomène qui n'est pas rare dans l'hagiographie. Gleede montre toutefois qu'on les différenciait au VIIe – VIIIe siècle — sans que cela implique l'existence réelle du second Théodore, le général, caractérisé comme dracontoctone dès ses premières représentations iconographiques, en Géorgie , et sans que cela empêche que le personnage de Théodore le Stratélate  soit modelé sur celui du Conscrit —, et que leur fusion en un seul individu, dont témoigne BHG 750, n'eut lieu qu'au début du IXe siècle. 

## Son martyre
Devenu célèbre pour sa victoire sur le dragon qui désolait Euchaita , Théodore aurait été nommé commandant militaire à Héraclée du Pont durant le règne de l'empereur Licinius (308-324), qui décida d'une persécution féroce à l'encontre des chrétiens. Quand il eut obtenu que toutes les statues en or et en argent des dieux romains de la ville fussent rassemblées chez lui, Théodore les brisa en morceaux qu'il distribua ensuite aux pauvres .
C'est alors que, toujours à Héraclée, Théodore fut arrêté et soumis à la torture, puis crucifié. Son serviteur Abgar (lui aussi vénéré comme saint) en fut témoin et l'enregistra. Au matin, les soldats impériaux le trouvèrent vivant et indemne (chap. XIV). Ne voulant pas fuir une mort de martyr, Théodore se livra à Licinius, chargea Abgar de l'ensevelir à Euchaita dans sa propriété familiale, et enfin tendit le cou au bourreau, qui le décapita par l'épée. Cela se serait passé le 7 février, un samedi, dans la première semaine du saint Carême, selon la tardive (début du IXe siècle probablement selon son dernier éditeur Benjamin Gleede) Passion BHG 1750 du Pseudo-Abgar, répertoriée dans la Bibliotheca hagiographica graeca.